# Upplands runinskrifter 634
Upplands runinskrifter 634 är en försvunnen vikingatida runristning på en fast häll i Enby, Kalmar socken och Håbo kommun. Richard Dybeck har gett en ganska noggrann beskrivning av runristningens läge. Trots detta har ristningen inte kunnat återfinnas och möjligen har den blivit dold genom nyare jordlager. Ristningens höjd är 1,25 meter och dess största bredd cirka 0,75 meter.

## Inskriften
Translitterering av runraden:
[· aust... ...t · kira · mirki · at · uikisl · faþur · sin · kuþn]
Normalisering till runsvenska:
Øyst[æinn le]t gæra mærki at Vigisl, faður sinn goðan.
Översättning till nusvenska:
Östen lät göra minnesmärket efter Vigisl, sin gode fader.